# 次锰酸钾
次锰酸钾（K3MnO4）是一种淡蓝色的盐，它是很少见的次锰酸盐。

## 制备
最早制得的次锰酸盐是Na3MnO4·10H2O，但后来发现它实际上是Na3MnO4·0.25NaOH·10H2O。
- 用过量的亚硫酸钾还原高锰酸钾：[3][4]

MnO−
4 + SO2−
3 + H2O → MnO3−
4 + SO2−
4 + 2 H+
- 锰酸钾与过氧化氢在10mol/L的氢氧化钾溶液中反应：[5]

2 MnO2−
4 + H2O2 + 2 OH− → 2 MnO3−
4 + O2 + 2 H2O
- 在3-10mol/L的氢氧化钾溶液中用扁桃酸还原锰酸钾：[1]

2 MnO2−
4 + C
8H
7O−
3 + 2 OH− → 2 MnO3−
4 + C
8H
5O−
3 + 2 H2O
- 二氧化锰在浓氢氧化钾溶液中歧化：[3]

2 MnO2 + 3 OH− → MnO3−
4 + MnO(OH) + H2O

## 性质
次锰酸盐在无水和无二氧化碳的条件下能稳定存在。在水溶液中因歧化而不稳定，尤其是在碱性溶液中。估计pH=14的水溶液中它的标准电极电势如下所示：
MnO2−
4 + e− ⇌ MnO3−
4   E = +0.27 V
MnO3−
4 + e− + 4 H2O ⇌ MnO2 + 6 OH−   E = +0.96 V
歧化反应被认为经过质子化的中间体，因为HMnO2−
4 ⇌ MnO3−
4 + H+的酸度系数的负对数，即pKa约为13.7 ± 0.2。然而，K3MnO4能与Ca2Cl(PO4)共结晶并析出，使得人们可以用紫外可见吸收光谱来研究锰(V)酸根离子。
用高锰酸钾或锰酸钾氧化有机化合物时，次锰酸根离子经常作为中间体出现。